# Bispinghof (Münster)

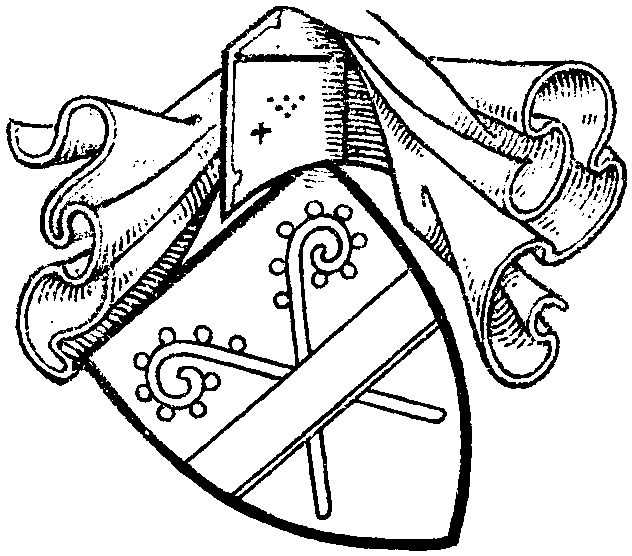
Wappen der Bischopinck bis 1406

Der Bispinghof, ursprünglich Bischopinkshof, war einer der vier Höfe, auf deren Gebiet später die Stadt Münster entstand. Erstmals wurde der Hof bei Bischof Swidger (993–1011) als „in curte sua“ erwähnt und bereits 1213 hieß er „Bischopinchof“. Der Bispinghof diente der Versorgung der Domburg, war aber auch Sitz mehrerer Burgmannen. Ihm stand ein vom Bischof eingesetzter Verwalter vor, der sogenannte Villicus. Dieser war Ministeriale, d. h. Dienstmann der Fürstbischöfe zu Münster und stammte aus der nach dem Hof benannten Familie Bischopinck. Der Villicus übte die Gerichtsbarkeit auf dem Bispinghof aus. Das Amt war erblich.
Im 12. Jahrhundert wurde der Wirtschaftshof zu einem befestigten Stützpunkt ausgebaut und bewehrt. Doch der neue Wohnsitz wurde von den Bischöfen nur selten genutzt und verlor im Laufe des 13. Jahrhunderts an Bedeutung. Mit dem Friedensvertrag zwischen Bischof  Everhard von Diest und der Stadt Münster wurde der Hof schließlich an die Stadt abgetreten. Teile der Befestigung, die in die Stadt ragten, wurden geschleift.
Nach dem Bispinghof ist heute eine Straße in Münster benannt. Der Hof lag hier in Höhe der Straße Georgskommende, die nach der Georgskommende Münster benannt ist.
Von 1908 bis 1910 wurde die neue Hauptverwaltung der Landesversicherungsanstalt, der späteren Deutschen Rentenversicherung Westfalen, unter der Leitung von Hubert Holtmann am Bispinghof errichtet. Heute werden die Gebäude am Bispinghof von der Westfälischen Wilhelms-Universität genutzt. Seit 1999 werden am Bispinghof diejenigen Szenen der Fernsehserie Wilsberg gedreht, die am Münsteraner Polizeirevier spielen.